# Agrahara, Srinivaspur
Agrahara là một làng thuộc tehsil Srinivaspur, huyện Kolar, bang Karnataka, Ấn Độ.